# Ludvík Sýkora
Ludvík Sýkora (2. srpna 1921 České Budějovice – 9. listopadu 1997 České Budějovice) byl český architekt.

## Životopis
Absolvent AVU v Praze (1950). Stal se členem Stavoprojektu v Českých Budějovicích. Jeden z jeho prvních územních plánů bylo Pražského předměstí (Staré Město). Zabýval se realizací v oblasti bytové výstavby, cestovního ruchu a interiérů.

## Dílo
- 1954: Ztvárnění Krumlovského mostu přes Malši
- 1955: Projekt školy v Nerudově ulici L. Švece
- 1957: Návrh budovy Katastrálního úřadu na Lidické třídě
- 1960–1965: Projekce celnice v Dolním Dvořišti, Studánkách, Strážném a v Halámkách
- 1971: Přístavba planetária k českobudějovické hvězdárně s konstrukční spoluprací Milana Pázlera
- 1970—1973: Rekreační středisko Pracov
- 1972—1975: Návrh sídliště Na Vyhlídce v Kaplici v kompaktní formě obklopené zelení poblíž silnice na Dolní Dvořiště[3]